# Tí
Tí, Tiyi, Tiye ou Teye foi uma rainha do Antigo Egito, Grande Esposa Real do faraó Amenófis III (Amenófis III) da XVIII dinastia. Foi também mãe de Amenófis IV (Amenófis IV ou Aquenáton) e de mais seis príncipes e princesas conhecidas, e avó, entre outros, de Tutancâmon.

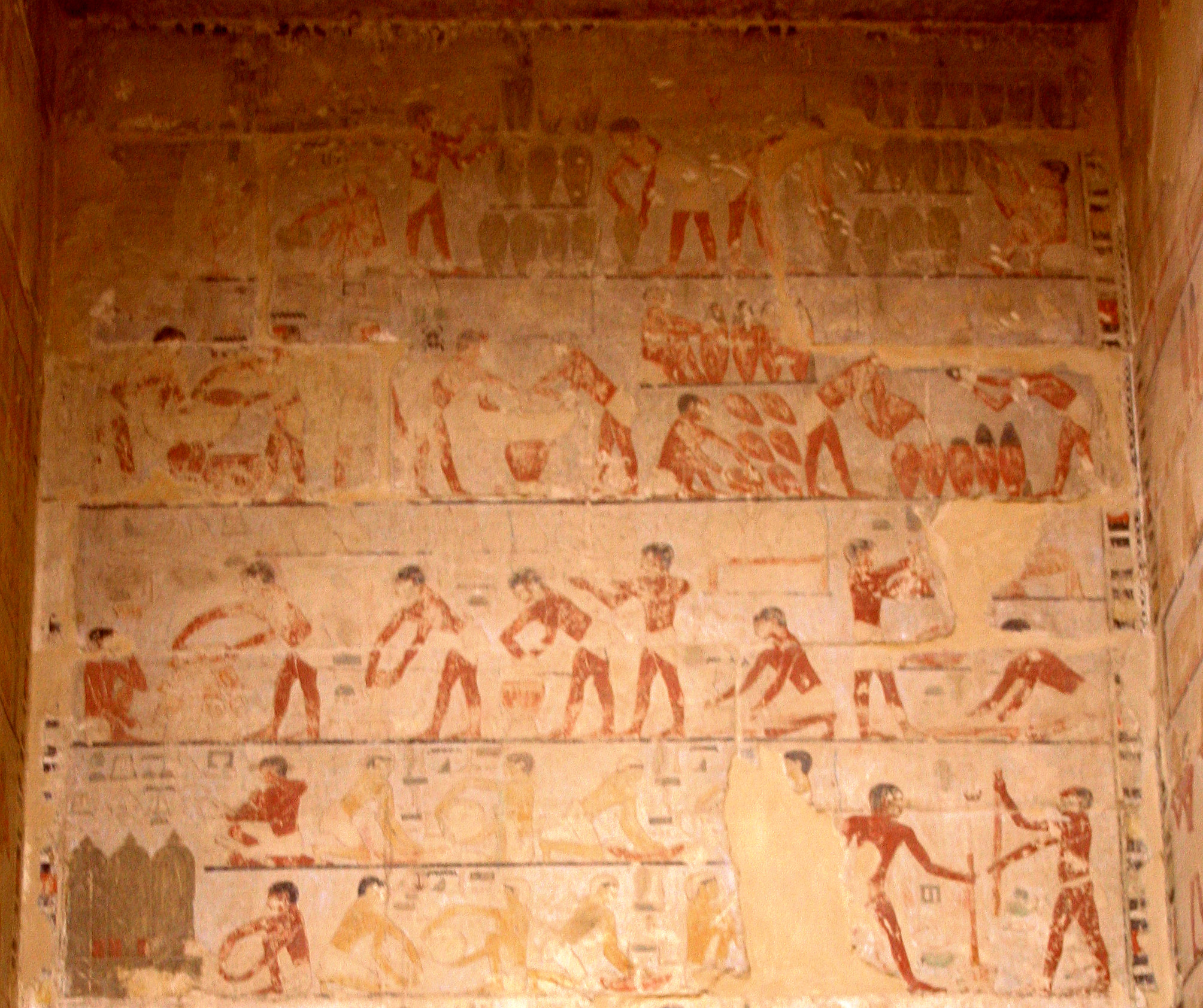
Mastaba de Ti

Segundo A. H. Sayce, que propôs esta hipótese em 1888, no ano seguinte à descoberta das cartas de Amarna, Teie era uma princesa Síria, filha de Duiusrata, rei de Mitani. Ela se casou com Amenófis III, foi a mãe de Aquenáton, e era uma adoradora do disco solar; Aquenáton, ao assumir o trono, anunciou publicamente sua conversão à religião da mãe.
Em 1898, o arqueólogo Victor Loret, encontrou câmaras laterais na tumba de Amenhotep II, depois foi encontrada uma mecha de cabelo em uma múmia chamada na época de "senhora mais velha" com a inscrição do nome de Tí, e em 1976, quando foi realizada uma análise deixou claro: tratava-se, sim, da poderosa Tí.
No dia 21 de janeiro de 2006 uma equipe arqueológica da Universidade Johns Hopkins descobriu em Luxor, no Egito, uma estátua de granito que se pensa ser uma representação da rainha Tié. 
Porém no dia 23 de março de 2008 uma nova notícia percorreu o mundo: "Descoberta a estátua da rainha Ti"   

## Bibliográficas
- JACQ, Christian - As Egípcias: Retratos de Mulheres do Egipto Faraónico. Porto: ASA, 2002. ("Colecção ASA de Bolso"). ISBN 9724130622.